# Chris Kraus
Chris Kraus (nascida em 1955 ) é uma escritora e cineasta estadunidense. Ela é autora do romance cult I Love Dick .

## Biografia
Christine Kraus nasceu no Bronx, na cidade de Nova York, e passou a infância em Milford, em Connecticut e ba Nova Zelândia. Kraus completou um bacharelado em literatura e teoria política na Victoria University of Wellington, começando na universidade aos 16 anos. Ela trabalhou como jornalista por cinco anos após concluir o bacharelado. Aos 21 anos, ela se mudou para Nova York, onde começou a estudar com a atriz Ruth Maleczech e o diretor Lee Breuer, cujo estúdio no East Village se chamava ReCherChez.
Kraus é judia e trata em suas obras de muitos aspectos espirituais e sociais do Judaísmo. Ela diz que seus pais frequentavam uma igreja cristã e não lhe contaram que sua família é judia até que ela se mudou para Manhattan aos 21 anos, possivelmente para protegê-la do anti-semitismo.
Ela trabalhou como cineasta em meados da década de 1990. Em 2006 ela se casou com Sylvère Lotringer, um judeu que sobreviveu ao Holocausto quando criança. Eles se divorciaram em 2016. Algumas de suas obras são baseadas nas experiências de seu casamento e no ex-marido.
I Love Dick, de Kraus, foi publicado pela primeira vez nos Estados Unidos em 1997, inicialmente recebendo uma recepção ruim, mas se tornando um sucesso popular. No início, de acordo com Anakana Schofield do The Irish Times, o romance se tornou um "sucesso cult" entre a comunidade das artes visuais e não recebeu muita atenção da "cultura literária dominante".
Em 2017, Kraus publicou After Kathy Acker, uma biografia da romancista Kathy Acker .
Kraus é proprietária de várias propriedades de baixa renda em Albuquerque, Novo México - ela descreve isso como “um trabalho diário”. Kraus "desde o início optou por não exercer o ensino em tempo integral", concentrando-se em vez disso na gestão de propriedades, no que ela afirma trabalhar por "algumas horas todos os dias".

## Produção literária

### I Love Dick
I Love Dick é um romance epistolar com elementos de autoficção . O Guardian descreveu o romance como "um clássico cult feminista", apesar de sua má recepção no lançamento em 1997. I Love Dick é escrito como uma série de cartas de amor escritas a um destinatário que deriva do crítico cultural da vida real Dick Hebdige . Hebdige descreveu o romance como uma violação de sua privacidade Em 2016, Joey Soloway adaptou o romance como uma série de TV, produzida pela Amazon Studios . A primeira temporada foi lançada em 12 de maio de 2017.

## Filmes
Antes de iniciar sua carreira como escritora, Kraus foi artista e cineasta, realizando diversos curtas-metragens e vídeos, incluindo o longa Gravidade e Graça. Seus filmes têm sido o foco de uma série de exposições e exibições retrospectivas internacionais, começando em 2008 com “Plastic is Leather, Fuck You: Film and Video 1983-1993” na Galerie Cinzia Friedlaender, Berlim.